# Stachybotrys eucylindrospora
Stachybotrys eucylindrospora är en svampart som beskrevs av D.W. Li 2007. Stachybotrys eucylindrospora ingår i släktet Stachybotrys, ordningen köttkärnsvampar, klassen Sordariomycetes, divisionen sporsäcksvampar och riket svampar.   Inga underarter finns listade i Catalogue of Life.